# Selfie von heut Nacht
Selfie von heut Nacht ist ein Lied der deutschen Pop- und Schlagersängerin Vanessa Mai, das sie unter dem Musikprojekt Wolkenfrei veröffentlichte. Das Stück ist die zweite Singleauskopplung aus dem Studioalbum Hotel Tropicana.

## Entstehung und Artwork
Geschrieben wurde das Lied gemeinsam von Felix Gauder, Julia Kautz und Oliver Novakovic. Gauder zeichnete darüber hinaus auch für die Abmischung, Aufnahme, das Mastering, die Produktion und Programmierung zuständig.
Auf dem Frontcover der Single ist – neben Künstlernamen und Liedtitel – Vanessa Mai zu sehen. Das Bild entstand beim Dreh zum Musikvideo und zeigt sie, während sie mit einem Strohhut in einer Hängematte liegt. Man sieht dabei lediglich ihr Gesicht, während ein paar Sonnenstrahlen, durch den Strohhut, auf ihr Gesicht strahlen. Die Fotografie entstand durch die Leipziger Fotografin Sandra Ludewig, die in der Vergangenheit schon diverse Fotoshootings mit Mai durchführte.

## Veröffentlichung und Promotion
Die Erstveröffentlichung von Selfie von heut Nacht erfolgte als Teil des Studioalbums Hotel Tropicana am 31. März 2023. Auf diesem befindet sich auch der sogenannte Hotel Tropicana (Hit Mix), dessen Teil es ebenfalls ist. Am selben Tag erfolgte zunächst die Veröffentlichung als Videoauskopplung. Die Veröffentlichung als offizielle Single folgte drei Wochen später am 21. April 2023. Diese erschien als 2-Track-Single zum Download und Streaming durch das Musiklabel Ariola (Katalognummer: 19687102005). Sie setzt sich aus der Albumversion sowie den von Felix Gauder getätigten „Jojo Dance Mix“ zusammen. Der Vertrieb erfolgte durch Sony Music Entertainment, verlegt wurde es durch AFM Publishing, Edition Intro Meisel und OneTwoFour Publishing. Es ist die zweite von drei Singleauskopplungen aus Hotel Tropicana.
Mit der Veröffentlichung von Hotel Tropicana untermalte Selfie von heut Nacht einen Werbespot zur VOX-Doku-Soap Zwischen Tüll und Tränen. Um das Lied weiter zu bewerben, absolvierte Mai unter anderem einen Liveauftritt, während der Hauptsendezeit, in der Giovanni Zarrella Show am 22. April 2023. Darüber hinaus trat sie mit dem Lied im ZDF-Fernsehgarten (7. Mai 2023) auf.

## Inhalt
| „Ein Selfie von heut Nacht. Der Beweis, dass das mit uns kein Märchen war. Ich hätt’s nie gedacht. Doch dieser Kuss zwischen uns, ja, er ist wirklich wahr. Ein Selfie von heut Nacht. Wir liebten uns bis zum Morgengrau’n. Es klingt wie ein Traum, ein Traum mit dir. Doch es ist wirklich passiert. Ich hab’ ein Selfie von heut Nacht.“ – Refrain, Originalauszug | Der Liedtext zu Selfie von heut Nacht ist in deutscher Sprache verfasst. Die Musik und der Text wurden gemeinsam von Felix Gauder, Julia Kautz und Oliver Novakovic geschrieben beziehungsweise komponiert. Musikalisch bewegt sich das Lied im Bereich der Popmusik, stilistisch im Bereich des Schlagers. Das Tempo beträgt 126 Schläge pro Minute. Die Tonart ist Cis-Dur. Inhaltlich handelt das Lied von einer ersehnten Begegnung, die mit einem Beweisbild („Ein Selfie von heut Nacht“) festgehalten werden soll, weil die Person nicht mehr damit gerechnet habe („Dass das mit uns kein Märchen war (…) ich hätt’s nie gedacht“). Obwohl Mai den Text nicht selbst verfasste, beschrieb sie das Lied als „autobiografisch“. Sie müsse beim Singen immer sehr grinsen, weil diese Geschichte genau so mit ihr und ihrem Mann Andreas Ferber passiert sei. Nach der ersten Nacht habe sie nicht glauben können, dass er tatsächlich mit ihr gesprochen habe – das Foto auf ihrem Handy sei der Beweis. Aufgebaut ist das Lied aus einem Intro, zwei Strophen und einem Refrain. Es beginnt zunächst mit dem Intro, das lediglich auf der Zeile „Ein Selfie von heut Nacht“ besteht. An dieses schließt sich die erste Strophe an, die als Achtzeiler geschrieben wurde. Auf die erste Strophe folgt, zur Einleitung des Refrains, zunächst der sogenannte Pre-Chorus, der aus zwei Zeilen besteht, bevor der eigentliche Refrain einsetzt. Der Hauptteil des Refrains wurde dabei als Neunzeiler verfasst. Der gleiche Aufbau wiederholt sich mit der zweiten Strophe. Auf den zweiten Refrain folgt ein Instrumental als Zwischenspiel, ehe das Lied mit dem dritten Refrain endet. |

## Musikvideo
Das Musikvideo zu Selfie von heut Nacht wurde auf Teneriffa gedreht und feierte seine Premiere am 31. März 2023 auf YouTube. Es zeigt lediglich Vanessa Mai, die den Tag an verschiedenen Schauplätzen in der Altstadt Teneriffas, unter anderem am Veronicas Strip in Playa de las Américas, verbringt und dabei das Lied singt. Die Gesamtlänge des Videos beträgt 3:25 Minuten. Regie führte, wie bei diversen Vanessa-Mai-Videos zuvor, erneut Mikis Fontagnier von Tyson’s Land.

## Mitwirkende
| Liedproduktion - Felix Gauder: Abmischung, Komponist, Liedtexter, Mastering, Musikproduzent, Programmierung, Tonmeister - Julia Kautz: Komponist, Liedtexter - Vanessa Mai: Gesang - Oliver Novakovic: Komponist, Liedtexter Musikvideo - Sunny Bizness: Filmproduzent - Mikis Fontagnier: Regisseur - Philipp Jeschek: Kameraassistent - Tobias Rupp: Kameramann | Visualisierung - Sandra Ludewig: Fotograf (Cover) Unternehmen - AFM Publishing: Verlag - Ariola: Musiklabel - Edition Intro Meisel: Verlag - OneTwoFour Publishing: Verlag - Sony Music Entertainment: Vertrieb - Tyson’s Land: Filmproduzent (Musikvideo) |

## Charts und Chartplatzierungen
Selfie von heut Nacht verfehlte die offiziellen Singlecharts, erreichte jedoch in der Chartwoche vom 9. Juni 2023 die Chartspitze der wöchentlichen deutschen Konservativ Pop Airplaycharts. In den monatlichen Konservativ Pop Airplaycharts platzierte sich das Lied ebenfalls im Juli 2023 an der Chartspitze, bereits im Vormonat belegte es Rang sieben. Nach Einführung der monatlichen Konservativ Pop Airplaycharts Anfang 2023, ist Mai damit die erste Künstlerin, die zum zweiten Mal die Chartspitze erreichte. Darüber hinaus belegte Selfie von heut Nacht am 16. Juni 2023 Rang 84 der Airplaycharts. 2023 belegte das Lied Rang 15 der Konservativ Pop Airplay-Jahrescharts.